# Europapa
Europapa ist ein niederländischsprachiger Gabberpop-Song des niederländischen Musikers Joost Klein und der niederländische Beitrag beim Eurovision Song Contest 2024 in Malmö. Europapa wurde von Joost Klein, Donald Ellerström, Paul Elstak, Teun de Kruif, Thijmen Melissant und Tim Haars geschrieben und von Tantu Beats und Paul Elstak produziert. Das Lied kombiniert Eurodance mit niederländischem Rap und ist gegen Ende dem Genre Happy Hardcore zuzuordnen. Das Musikvideo entstand unter der Leitung von Véras Fawaz.

## Hintergrund
Im Dezember 2023 gab die niederländische Rundfunkanstalt AVROTROS bekannt, dass Joost Klein die Niederlande beim kommenden Eurovision Song Contest vertreten werde. Das Lied wurde durch ein internes Verfahren aus mehr als 600 Einsendungen ausgewählt. Sein zu diesem Zeitpunkt noch nicht angekündigter Song hatte nach Angaben der Auswahlkommission das größte Hitpotential. Das Komitee wählte bewusst ein anderes Genre als bisher üblich für den niederländischen Beitrag, in der Hoffnung, sich so von den anderen Teilnehmern abheben zu können.
Die Auswahlkommission hatte vorab die Auftritte von Joost Klein besucht, um sich einen Eindruck von seinem Bühnenauftritt zu verschaffen. Er hätte das Lied auch live für das Komitee vortragen sollen.

## Inhalt
Inhaltlich ist das Lied zugleich eine Ode an Europa und an seine Eltern, die er in jungen Jahren verloren hat. In Interviews beschrieb Klein Europapa als einen Brief an seinen Vater. Das Lied handelt von einem Waisenkind, das durch Europa reist, um sich selbst zu entdecken und anderen seine Geschichte zu erzählen. Das Ende des Stücks enthält die Botschaft, die Klein während seiner Erziehung von seinem Vater erhielt, dass die Welt keine Grenzen kennt. Im Interview mit Arjen Lubach bei der Premiere des Liedes deutete Klein an, dass das Schreiben von Liedtexten für ihn eine Möglichkeit sei, Probleme abzuschreiben. Um anzudeuten, dass die daraus folgenden Lieder auch fröhliche Melodien sein können, verwies Klein im selben Interview auf das sehr tanzbare Lied Papaoutai von Stromae, das ähnliche Themen behandelt.

## Veröffentlichung
Der Titel wurde am 29. Februar 2024 erstmals der Öffentlichkeit präsentiert, mit dem dazugehörigen Videoclip, in einer speziellen Nachmittagssendung von De Avondshow mit Arjen Lubach. Aufgrund der frühen Sendezeit konnten alle Sender die Ankündigung noch am selben Tag in ihre aktuellen Sendungen aufnehmen.
Innerhalb von fünf Stunden nach der Veröffentlichung wurde der Videoclip bereits eine Million Mal auf YouTube angesehen und war es die Nummer 1 der angesagtesten Videos in Belgien und den Niederlanden. Einen Tag nach der Veröffentlichung war es nun mit 2,5 Millionen Aufrufen das bisher meistgesehene Eurovision-Video des Jahres 2024. Das Lied wurde auch auf der Musikplattform Spotify viel gehört. Am 1. März wurde das Lied in den Niederlanden 1,2 Millionen Mal gestreamt und ist damit das meistgestreamte Lied an einem Tag in den Niederlanden aller Zeiten. Damit besiegte es Arcade, das im Mai 2019 in den Niederlanden massenhaft gestreamt wurde, nachdem Duncan Laurence mit dem Song beim Eurovision Song Contest 2019 den ersten Platz belegte.

## Eurovision Song Contest
Mit dem Titel nahmen die Niederlande auf dem letzten Startplatz des zweiten Halbfinales des Eurovision Song Contest 2024 teil, das am 9. Mai 2024 stattfand. Hierbei konnten sie sich mit 182 Punkten hinter Israel auf dem 2. Platz für das Finale des ESC 2024 am 11. Mai 2024 qualifizieren. Dort sollten sie mit der Startnummer 5 auftreten. Am 10. Mai 2024 kam es zu einem Zwischenfall und die Niederlande wurden von den Generalproben ausgeschlossen. Am darauffolgenden Tag wurde bekannt gegeben, dass Joost Klein vom Eurovision Song Contest disqualifiziert wurde. Wenige Stunden vor dem Finale gab die Leitung des Eurovision Song Contests bekannt, dass der niederländische Künstler aufgrund von laufenden Ermittlungen vorläufig disqualifiziert wurde. Klein, so der Vorwurf, soll eine Mitarbeiterin des Fernsehproduktionsteams bedroht haben. Andere Interpreten und Delegationen waren laut Erklärung nicht involviert, was auch Spekulationen widersprach, ein Konflikt zwischen Klein und der israelischen Interpretin Eden Golan um den Krieg in Israel und Gaza seit 2023 sei ausschlaggebend gewesen. Die niederländische Rundfunkgesellschaft AVROTROS erklärte den Ausschluss als unangemessen und behielt sich weitere Reaktionen vor. Es ist das erste Mal, dass ein Teilnehmer während des bereits laufenden Eurovision Song Contests disqualifiziert wurde.

## Kommerzieller Erfolg

### Chartplatzierungen
| ChartsChartplatzierungen     | Höchstplatzierung | Wochen |
| ---------------------------- | ----------------- | ------ |
| Flandern (Ultratop)          | 1 (25 Wo.)        | 25     |
| Deutschland (GfK)            | 13 (5 Wo.)        | 5      |
| Niederlande (Media Markt)    | 1 (16 Wo.)        | 16     |
| Österreich (Ö3)              | 5 (5 Wo.)         | 5      |
| Schweiz (IFPI)               | 12 (4 Wo.)        | 4      |
| Vereinigtes Königreich (OCC) | 37 (2 Wo.)        | 2      |

### Auszeichnungen für Musikverkäufe
| Land/Region        | Auszeichnungen für Musikverkäufe (Land/Region, Auszeichnung, Verkäufe) | Verkäufe |
| ------------------ | ---------------------------------------------------------------------- | -------- |
| Belgien (BRMA)     | 5× Platin                                                              | 100.000  |
| Niederlande (NVPI) | Gold                                                                   | 45.000   |
| Polen (ZPAV)       | Gold                                                                   | 25.000   |
| Insgesamt          | 2× Gold · 5× Platin ·                                                  | 170.000  |